# Autoroute Ninh Binh–Hai Phong–Quang Ninh
L'autoroute Ninh Binh–Hai Phong-Quang Ninh (Đường cao tốc Ninh Bình–Hải Phòng–Quảng Ninh, sigle CT.09) est une autoroute située au Viêt Nam. 

## Parcours
L'autoroute traverse les localités suivantes : Ninh Binh, Ha Long, Quang Yen, Hai An, Duong Kinh, Kien Thuy, Hai Phong, Thai Thuy, Tien Hai, Giao Thuy, Hai Hau, Truc Ninh, Nghia Hung, Yen Khanh, Quang Ninh.